# Cornereva (gmina)
Gmina Cornereva – gmina w okręgu Caraș-Severin w zachodniej Rumunii. Zamieszkuje ją 3190 osób. W skład gminy wchodzą miejscowości Arsuri, Bogâltin, Bojia, Borugi, Camena, Cireșel, Costiș, Cozia, Cracu Mare, Cracu Teiului, Cornereva, Dobraia, Dolina, Gruni, Hora Mare, Hora Mică, Ineleț, Izvor, Lunca Florii, Lunca Zaicii, Mesteacăn, Negiudin, Obița, Pogara, Pogara de Sus, Poiana Lungă, Prisăcina, Prislop, Ruștin, Scărișoara, Strugasca, Studena, Sub Crâng, Sub Plai, Topla, Țațu, Zănogi, Zbegu, Zmogotin i Zoina.